# جيمس كاردويل
جيمس كاردويل (بالإنجليزية: James Cardwell)‏ هو ممثل أمريكي، ولد في 21 نوفمبر 1921 في كامدن في الولايات المتحدة، وتوفي في 31 يناير 1954 في لوس أنجلوس في الولايات المتحدة.

## وصلات خارجية
- جيمس كاردويل على موقع IMDb (الإنجليزية)
- جيمس كاردويل على موقع قاعدة بيانات الفيلم (الإنجليزية)